# Lepidoteuthis grimaldii

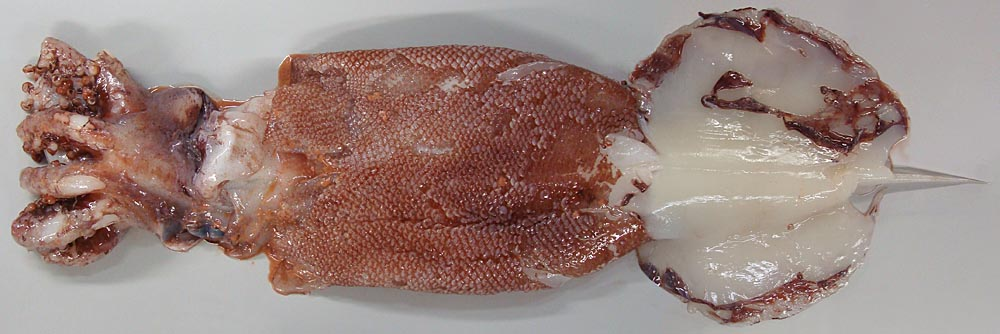
Lepidoteuthis grimaldii

Lepidoteuthis grimaldii ist ein beschuppter zehnarmiger Tiefseetintenfisch. Bisher sind nur sehr wenige Exemplare gefangen worden; entsprechend wenig ist über die Lebensweise bekannt.

## Merkmale
Lepidoteuthis grimaldii erreicht eine maximale Mantellänge von etwa 1 m. Dazu kommen noch die Arme, die ausgestreckt etwa die Hälfte der Mantellänge erreichen können. Der Körper ist verhältnismäßig lang und schlank. An der Mitte des Mantels setzen breite Flossen an, die bis zur hinteren Spitze des Mantels reichen. Der gesamte Körper ist mit dachziegelartig sich überlagernden großen Hautschuppen bedeckt. Die Weibchen können etwa doppelte Größe der Männchen erreichen. Einmalig für die rezenten Tintenfische ist, dass beim Männchen der jeweils achte Saugnapf und Saugnapfring der dorsolateralen Arme (Armpaar II) in säbelartige Armhaken vergrößert ist. Die Saugnapfringe besitzen etwa den fünffachen Durchmesser der „normalen“ Saugnäpfe. Sie haben vermutlich eher eine Bedeutung für die Fortpflanzung als dass sie zum Beutefang benutzt werden. Ähnlich stark vergrößerte Armhaken kommen bei den Tintenfischen nur bei den ausgestorbenen Belemniten vor. Das Begattungsorgan (Penis) erreicht ungefähr die halbe Mantellänge; ein spezieller umgewandelter Arm (Hectocotylus), wie er bei den meisten anderen Tintenfischen vorhanden ist, fehlt aber.

## Lebensweise und Verbreitung
Die Art ist bisher nur durch relativ wenige Exemplaren überhaupt bekannt geworden. Darunter sind viele Exemplare aus Pottwalmägen gewonnen worden und entsprechend beschädigt. Andere Exemplare verfingen sich in Netzen von kommerziellen Fischfangschiffen. Die Tiere stammen aus über oder um 1000 m Wassertiefe. Auch von den Pottwalen wird angenommen, dass sie bis in diese Tiefen tauchen können und dort die Exemplare von Lepidoteuthis grimaldii erbeutet und gefressen haben. Die Art wurde bisher im Atlantik (Madeira und den Azoren), südlichem Indik und im Pazifik (Japan, Hawaii, Neukaledonien, Neuseeland, Tasmanien) nachgewiesen.

## Entdeckungsgeschichte
Lepidoteuthis grimaldii wurde benannt nach dem monegassischen Fürstengeschlecht der Grimaldi. Die Namensgebung geht auf den an der Entdeckung beteiligten Prinz Albert I. von Monaco (1848–1922) zurück, ein Amateurozeanologe mit eigenem Forschungsschiff (und später sogar eigenem ozeanographischen Institut). Auf einer Forschungsreise wurde 1895 ein Pottwal harpuniert, der jedoch für die fürstliche Jacht zu groß war. Dabei erbrach der Wal auch ein noch recht gut erhaltenes Exemplar von Lepidoteuthis grimaldii, welches geborgen werden konnte. Die wissenschaftliche Beschreibung erfolgte durch Louis Joubin. Der Fund wurde als sensationell betrachtet, vergleichbare Beschreibungen eines beschuppten Tintenfisches waren gänzlich unbekannt und es gelang in den folgenden Jahren nicht, weitere Exemplare zu finden. Die Planung des ozeanographischen Museums (das Aquarium von Monaco) erfolgte sehr rasch nach dem Fund, der Bau begann spätestens 1899 und die Entdeckung wird noch heute dort präsentiert.